# Paragastrozona japonica
Paragastrozona japonica är en tvåvingeart som först beskrevs av Miyake 1919.  Paragastrozona japonica ingår i släktet Paragastrozona och familjen borrflugor. Inga underarter finns listade i Catalogue of Life.